# China National Nuclear Power
China National Nuclear Power Company Limited (CNNP) — китайская компания, работающая в сфере атомной энергетики, а также активно развивающая электрические сети, солнечную и ветряную генерацию. Является публичным активом государственного энергетического конгломерата China National Nuclear Corporation (CNNC). Основана в январе 2008 года, штаб-квартира расположена в Пекине; входит в число крупнейших публичных компаний страны и мира.

## История
China National Nuclear Power была основана в январе 2008 года, инвесторами компании выступили China National Nuclear Corporation, China Three Gorges Corporation, China Ocean Shipping Group и China Aerospace Investment Holdings. В июне 2015 года China National Nuclear Power вышла на рынок А-акций Шанхайской фондовой биржи. По состоянию на 2023 год в эксплуатации у компании находились 25 атомных энергоблоков установленной мощностью 23,75 ГВт, а также солнечные электростанции установленной мощностью 8,32 ГВт и ветряные электростанции установленной мощностью 4,2 ГВт. В 2024 году China National Nuclear Power заняла 591-е место в рейтинге Forbes Global 2000.

## Деятельность
China National Nuclear Power проектирует, строит и эксплуатирует АЭС; продаёт электроэнергию клиентам; предоставляет технические услуги в области атомной энергетики; инвестирует в проекты «зелёной» энергетики, а также в проекты передачи и распределения электроэнергии; продаёт и ремонтирует энергетическое оборудование. Основные активы компании сосредоточены в провинциях Ляонин (АЭС Сюйдапу), Цзянсу (АЭС Тяньвань), Чжэцзян (АЭС Циньшань, АЭС Фанцзяшань и АЭС Саньмэнь), Фуцзянь (АЭС Фуцин и АЭС Чжанчжоу) и Хайнань (АЭС Чанцзян).
По итогам 2023 года основные продажи China National Nuclear Power пришлись на атомную энергетику (84,7 %), солнечную энергетику (7,8 %), ветряную энергетику (5,2 %) и обслуживание АЭС (1,5 %). Весь оборот пришёлся на материковый Китай.

## Акционеры
Основными акционерами China National Nuclear Power являются Комитет по контролю и управлению государственным имуществом Китая (59,77 %), Комитет по контролю и управлению государственным имуществом провинции Чжэцзян (2,47 %), China Securities Finance Corporation (2,47 %), Fullgoal Fund Management (1,26 %), China Southern Asset Management (0,81 %).